# Антропогенна експансія
Антропогенна експансія (від лат. expansio — поширення) — будь-які прямі й непрямі впливи людини на природу. Вона призвела до деградації  екосистем. Максимальна порушенність  природного середовища і пов'язане з нею максимальне виснаження  природних ресурсів відбулися в найбільш сільськогосподарсько і промислово розвинених країнах. Тому вони почали здійснювати ресурсну експансію — посилення вивезення дефіцитних природних ресурсів з інших країн при збереженні їх на території власної держави (групи держав).
Ресурсна експансія являє собою агресивну форму  екополітики. Її економічним підґрунтям служить явище тимчасового подорожчання природних ресурсів в рамках однорідного  способу виробництва, особливо в періоди його кризи.
Поряд з ресурсної експансією відбувається експансія екологічна — форма екополітики, що виражається в переведенні свідомо екологічно шкідливих виробництв з території промислово розвиненої країни до іншої, зазвичай менш розвинутої.
Сучасний етап соціально-економічного розвитку характеризується накладанням жорстких лімітів на будь-яку експансію. Згідно з  принципом культурного управління розвитком, сформульованим вченим В. Г. Горшковим, соціально-економічний розвиток має бути спрямований на підтримку рівноваги між суспільством, що розвивається, і середовищем його розвитку. Сам економічний розвиток може бути успішним лише в рамках екологічних (передусім споживчих) обмежень. Якщо вони не дотримуються, то подальші витрати на відновлення та штучне відтворення природи робляться непідсильними для людства. Воно не може відновити занапащений природно-ресурсний потенціал. Боротьба за природні ресурси, що збереглися, може виявитися і нерідко є справжньою причиною локальних, регіональних і міжрегіональних  військових конфліктів і військових втручань у внутрішні справи інших країн.
Таким чином, конкурентні відносини суспільств на тлі мінливого середовища їх проживання трансформують соціальні процеси, що ведуть до політико-економічної еволюції і самих суспільств.
Гостроту екологічної ситуації можна пом'якшити, використовуючи правило соціально-екологічного заміщення: потреби людини в деяких життєвих благах можуть бути до певної міри заміщені більш повним задоволенням інших, зазвичай функціонально близьких потреб.